# Pidlisne (rejon krzemieniecki)
Pidlisne (ukr. Підлісне, hist. pol. Folwarki Małe) – wieś na Ukrainie, w obwodzie tarnopolskim, w rejonie krzemienieckim, w hromadzie Krzemieniec. W 2001 liczyła 224 mieszkańców, spośród których 223 wskazało jako ojczysty język ukraiński, a 1 białoruski.
W okresie międzywojennym wieś Folwarki Małe znajdowała się w granicach II RP, wchodząc w skład gminy Katerburg w powiecie krzemienieckim, w województwie wołyńskim.